# Теорема Наполеона

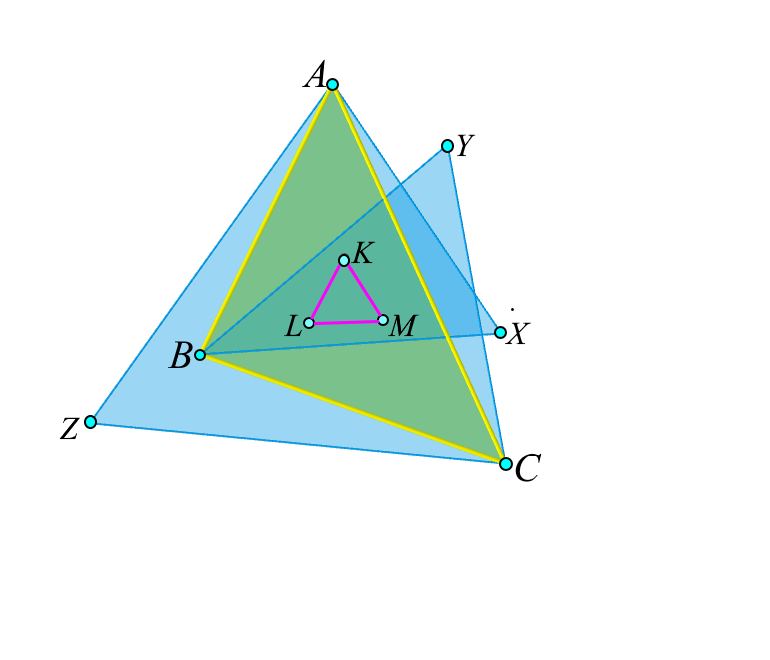
Внутрішній трикутник Наполеона

Теорема Наполеона — теорема в геометрії трикутника, яка стверджує, що:
| Якщо на кожній стороні довільного трикутника побудувати рівносторонній трикутник (або всі три назовні, або всі три всередину), то їхні центри будуть вершинами іншого рівностороннього трикутника. |

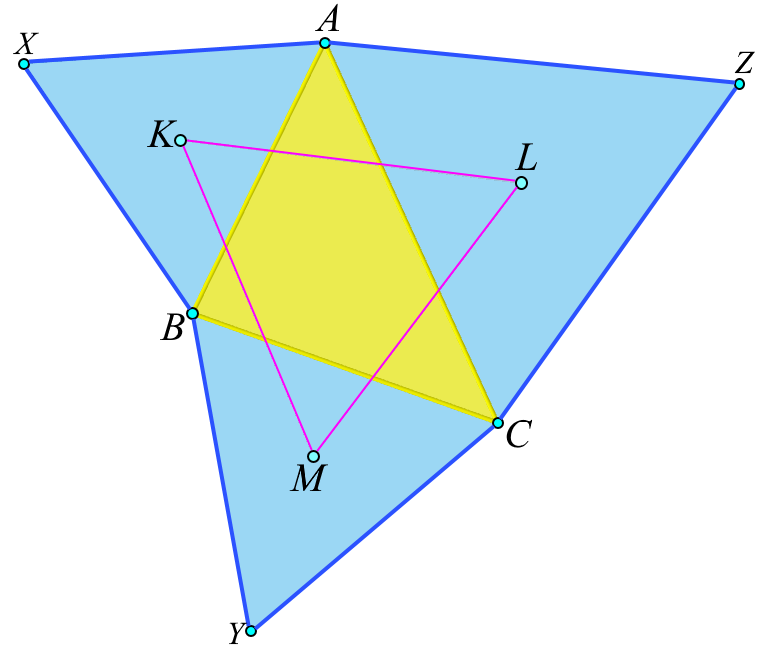
Зовнішній трикутник Наполеона

Правильний трикутник, отриманий таким чином, називається трикутником Наполеона (зовнішнім чи внутрішнім).
Різниця площ внутрішнього та зовнішнього трикутників Наполеона дорівнює площі початкового трикутника.
Теорему часто приписують Наполеону Бонапа́рту (1769—1821), хоча вона також згадувалася у публікації В. Рутерфорда The Ladies' Diary (1825) через чотири роки після смерті імператора.

## Доведення

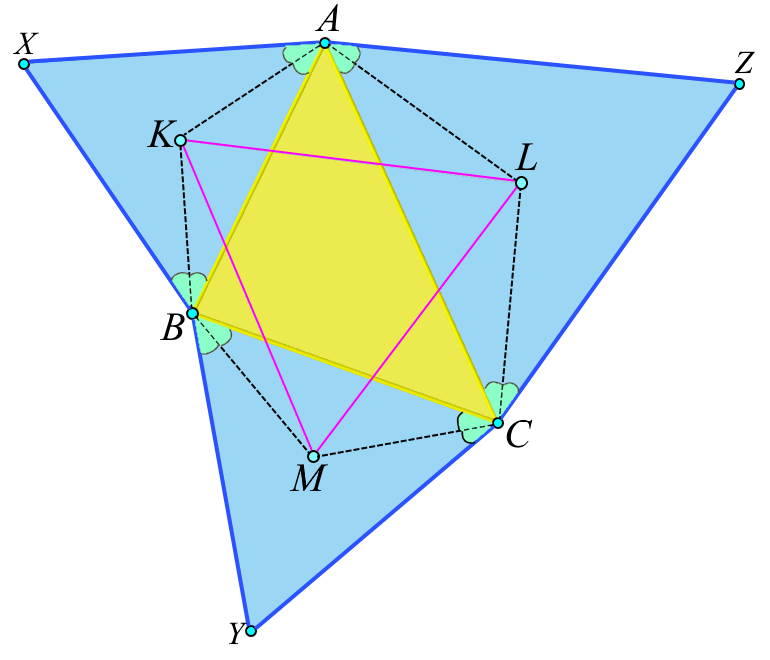
Теорема Наполеона доведення

Так як на сторонах трикутника △ABC побудовані рівносторонні трикутники, то їх внутрішні кути дорівнюють 60°, а
{\displaystyle {\frac {|KB|}{|AB|}}={\frac {|BM|}{|BC|}}={\frac {|AL|}{|AC|}}={\frac {\sqrt {3}}{3}}.}
Отже, {\displaystyle \sphericalangle KBM=\sphericalangle ABY.}
Оскільки {\displaystyle {\frac {|KB|}{|AB|}}={\frac {|BM|}{|BC|}},}
то {\displaystyle \triangle BKM} та {\displaystyle \triangle BAY} є подібними. З подібності трикутників, маємо:
{\displaystyle |KM|=|AY|\cdot {\frac {\sqrt {3}}{3}}}
Аналогічно показуємо, що {\displaystyle \triangle CLM} та {\displaystyle \triangle CAY} також подібні, і {\displaystyle |LM|=|AY|\cdot {\frac {\sqrt {3}}{3}}}
Отже, {\displaystyle |KM|=|LM|.} Аналогічно доводиться, що {\displaystyle |LM|=|LK|,} значить {\displaystyle \triangle KLM} рівносторонній.
Існує багато інших способів доведення цієї теореми, в тому числі синтетичний метод (безкоординатний), тригонометричний, способи з використанням симетрії та комплексних чисел.

## Трикутники Наполеона
Нехай a, b, та c сторони початкового трикутника, а S — його площа. Тоді:
Площа внутрішнього трикутника Наполеона:
{\displaystyle {\text{Sвнутр}}={\frac {\sqrt {3}}{24}}(a^{2}+b^{2}+c^{2})-{\frac {S}{2}}\geq 0,}
Рівність досягається лише у випадку, коли початковий трикутник правильний.
Площа зовнішнього трикутника Наполеона
{\displaystyle {\text{Sзовн}}={\frac {\sqrt {3}}{24}}(a^{2}+b^{2}+c^{2})+{\frac {S}{2}},}
Аналітично можна показати, що кожна з трьох сторін зовнішнього трикутника Наполеона має довжину
{\displaystyle {\text{Aзовн}}={\sqrt {{a^{2}+b^{2}+c^{2} \over 6}+{{\sqrt {(a+b+c)(a+b-c)(a-b+c)(-a+b+c)}} \over {2{\sqrt {3}}}}}}.}
З цих рівностей видно, що різниця площ зовнішнього та внутрішнього трикутників Наполеона дорівнює площі початкового трикутника.

## Узагальнення

### Для трикутників

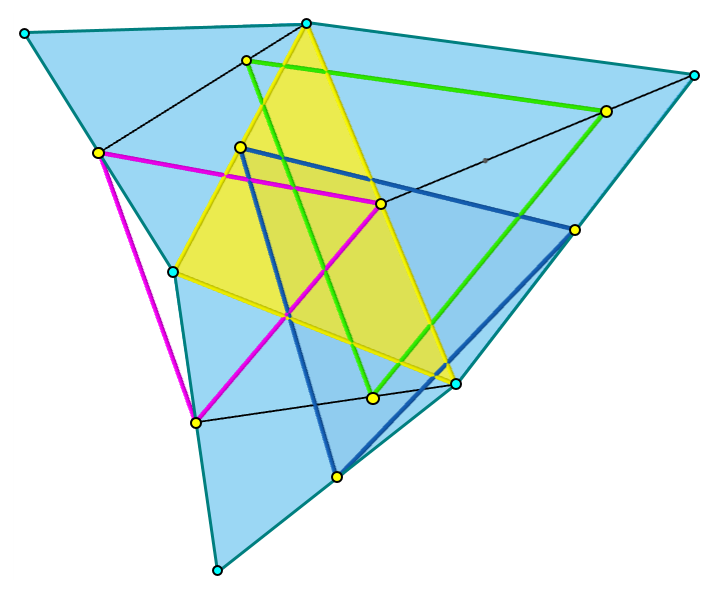

- Рівносторонні трикутники утворюються не лише центрами правильних трикутників, побудованих зовнішнім чином на сторонах довільного трикутника. Також рівносторонні трикутники утворюються будь-якими відповідними точками цих трикутників.[8]

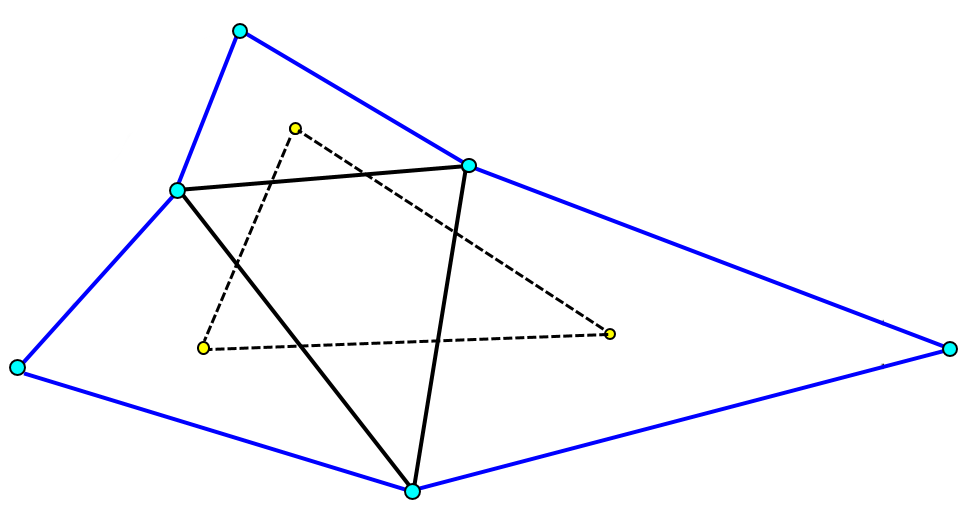
Узагальнення на випадок подібних трикутників

- Теорема Наполеона має гарне узагальнення на випадок подібних трикутників побудованих зовнішнім чином[9]:

| Якщо подібні трикутники будь-якої форми побудовані на сторонах трикутника зовнішнім чином так, що кожен повернутий відносно попереднього (тобто трикутники в цілому мають майже однакову оріентацію), і будь-які три відповідні точки цих трикутників з'єднані, то підсумковий трикутник буде подібний до цих зовнішніх трикутників. |

### Для чотирикутників
Аналогом теореми Наполеона для паралелограма є перша теорема Тебо, яка узагальнюється до теореми ван Обеля для довільного чотирикутника, яка в свою чергу є частинним випадком теореми Петра-Дугласа-Неймана.

### Для багатокутників
Теорема Наполеона може бути узагальнена на випадок багатокутників.

#### Теорема Наполеона-Барлотті[11]:
Центри правильних n-кутників, побудованих над сторонами n-кутника P, утворюють правильний n-кутник тоді і тільки тоді, коли P є афінним образом правильного n-кутника.
Афінно-правильний n-кутник — це багатокутник, в якому паралельні один одному ті ж сторони та діагоналі, ніби він був би правильним.
Наприклад, для чотирикутника — це паралелограм, а для п'ятикутника — такий п'ятикутник, у якому кожна діагональ паралельна відповідній (протилежній) стороні.

Файл:Napoleon_barlotti.svgПриклад п'ятикутника
Файл:Napoleon_barlotti2.svgПриклад семикутника
Файл:Napoleon_barlotti3.svgПриклад одинадцятикутника

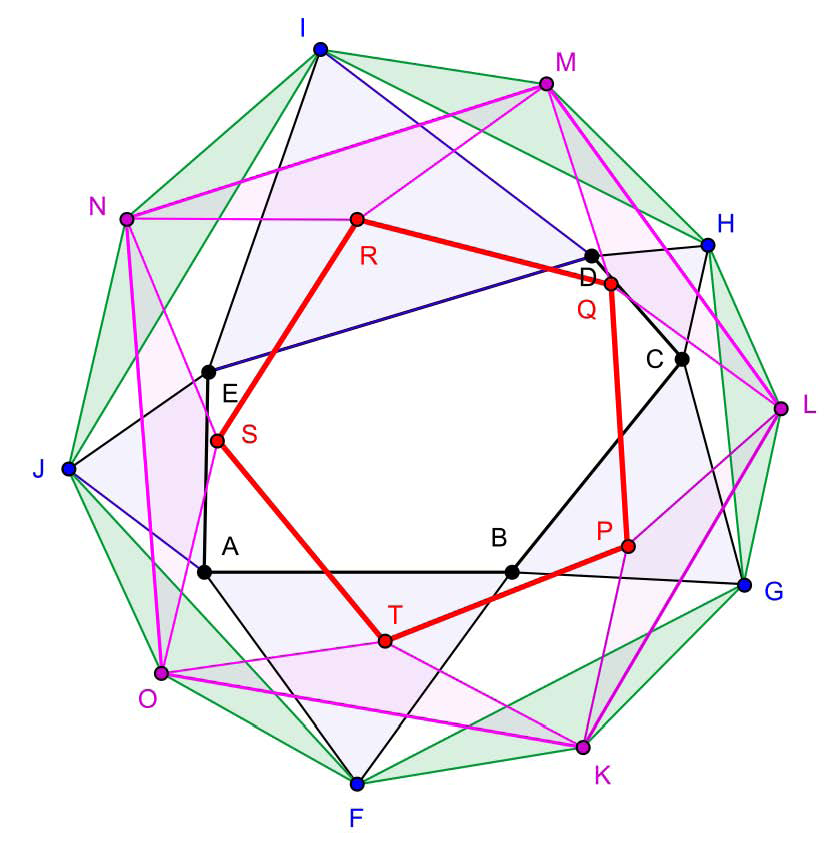
Теорему Петра–Дугласа–Неймана у застосуванні до п'ятикутника. П'ятикутник A_{0} дорівнює ABCDE. A_{1} (= FGHIJ) будується з кутом при вершині 72°, A_{2} (= KLMNO) з кутом при вершині 144° і A_{3} (= PQRST) з кутом при вершині 216°.

#### Теорема Петра -Дугласа-Неймана
Теорема Петра-Дугласа-Неймана стверджує, що:
Якщо на бічних сторонах довільного n-кутника {\displaystyle A_{0}} побудувати рівнобедрені трикутники з кутами при вершинах {\displaystyle {\frac {2k\pi }{n}}}, і цей процес повторити з n-кутником, утвореним вільними вершинами трикутників, але з іншим значенням k, і так далі, поки не будуть використані всі значення {\displaystyle 1\leq k\leq n-2} (у довільному порядку), тоді формується правильний n-кутник An-2, центроїд якого збігається з центроїдом {\displaystyle A_{0}}.

Ще одна варіація Теореми Наполеона